# CATIA (programari)
CATIA (acrònim d' aplicació interactiva tridimensional assistida per ordinador) és una suite de programari multiplataforma per al disseny assistit per ordinador (CAD), la fabricació assistida per ordinador (CAM), enginyeria (CAE), modelatge 3D i gestió del cicle de vida del producte (PLM), desenvolupat per l'empresa francesa Dassault Systèmes.
Com que admet múltiples etapes de desenvolupament de productes, des de la conceptualització, el disseny i l'enginyeria fins a la fabricació, es considera un programari CAx i, de vegades, es coneix com a suite de programari de gestió del cicle de vida del producte en 3D. Com la majoria de la seva competència, facilita l'enginyeria col·laborativa a través d'un servei integrat al núvol i té suport per utilitzar-se en disciplines, com ara disseny de superfícies i formes, disseny de sistemes elèctrics, de fluids i electrònics, enginyeria mecànica i enginyeria de sistemes.
A més d'utilitzar-se en una àmplia gamma d'indústries, des de l'aeroespacial i la defensa fins al disseny d'envasos, CATIA ha estat utilitzat per l'arquitecte Frank Gehry per dissenyar alguns dels seus edificis curvilinis i la seva empresa Gehry Technologies estava desenvolupant el seu programari de Projectes Digitals basat en CATIA.
El programari s'ha fusionat amb l'altra suite de programari 3D XML Player de l'empresa per formar el Solidworks Composer Player combinat.

## Història
CATIA va començar com un desenvolupament intern l'any 1977 pel fabricant d'avions francès Avions Marcel Dassault per oferir modelatge de superfícies 3D i funcions NC per al programari CADAM que utilitzaven en aquell moment per desenvolupar el caça Mirage. Inicialment anomenat CATI (conception assistée tridimensionnelle interactive – Francès per al disseny tridimensional assistit interactiu), va passar a anomenar-se CATIA el 1981 quan Dassault va crear la filial Dassault Systèmes per desenvolupar i vendre el programari, sota la gestió del seu primer CEO, Francis Bernard. Dassault Systèmes va signar un acord de distribució no exclusiu amb IBM, que també venia CADAM per a Lockheed des de 1978. La versió 1 es va publicar el 1982 com a complement per a CADAM.
Durant els anys vuitanta, CATIA va tenir una adopció més àmplia a les indústries de l'aviació i militar amb usuaris com Boeing i General Dynamics Electric Boat Corp.
Dassault Systèmes va comprar CADAM a IBM el 1992 i l'any següent es va llançar CATIA CADAM. Durant els anys noranta CATIA es va portar per primera vegada el 1996 d'un a quatre sistemes operatius Unix, i es va reescriure completament per a la versió 5 el 1998 per donar suport a Windows NT. En els anys anteriors al 2000, això va provocar problemes d'incompatibilitat entre les versions que van suposar 6,1 milions de dòlars en costos addicionals a causa dels retards en la producció de l'Airbus A380.
Amb el llançament de la plataforma 3DEXPERIENCE de Dassault Systèmes el 2014, CATIA va estar disponible com a versió al núvol.